# Protoceratops
Protoceratops (il cui nome significa "prima faccia cornuta") è un genere estinto di dinosauro ceratopso protoceratopside vissuto nel Cretaceo superiore, circa 75-70,6 milioni di anni fa (Campaniano), in quella che oggi è la Formazione Djadochta, in Mongolia. Il genere contiene due specie: la specie tipo P. andrewsi e P. hellenikorhinus, distinte tra di loro per le dimensioni. Si tratta di un animale delle dimensioni di una pecora, con una lunghezza di circa 2 metri (6 piedi). Fa parte della famiglia Protoceratopsidae, un gruppo di dinosauri cornuti primitivi. A differenza dei ceratopisi più evoluti, tuttavia, era una creatura molto più piccola e sprovvista di corna ben sviluppate, che conservava ancora alcuni tratti basali poi scomparsi nei generi più evoluti.
Protoceratops possedeva un grande collare osseo che copriva il collo, che, probabilmente, veniva usato come struttura espositiva per impressionare gli altri membri della propria specie. Altre ipotesi sulla sua funzione includono la protezione del collo e l'ancoraggio dei muscoli della mascella, ma la fragilità del collare e la scarsa leva offerta dai possibili siti di attacco rendono queste ipotesi poco plausibili. Descritto da Walter W. Granger e WK Gregory nel 1923, Protoceratops, inizialmente, era ritenuto un antenato dei ceratopsi nordamericani.
Negli anni '20, Roy Chapman Andrews scoprì delle uova fossili in Mongolia che furono inizialmente interpretate come appartenenti a Protoceratops, ma che si rivelarono essere quelle di Oviraptor.

## Descrizione

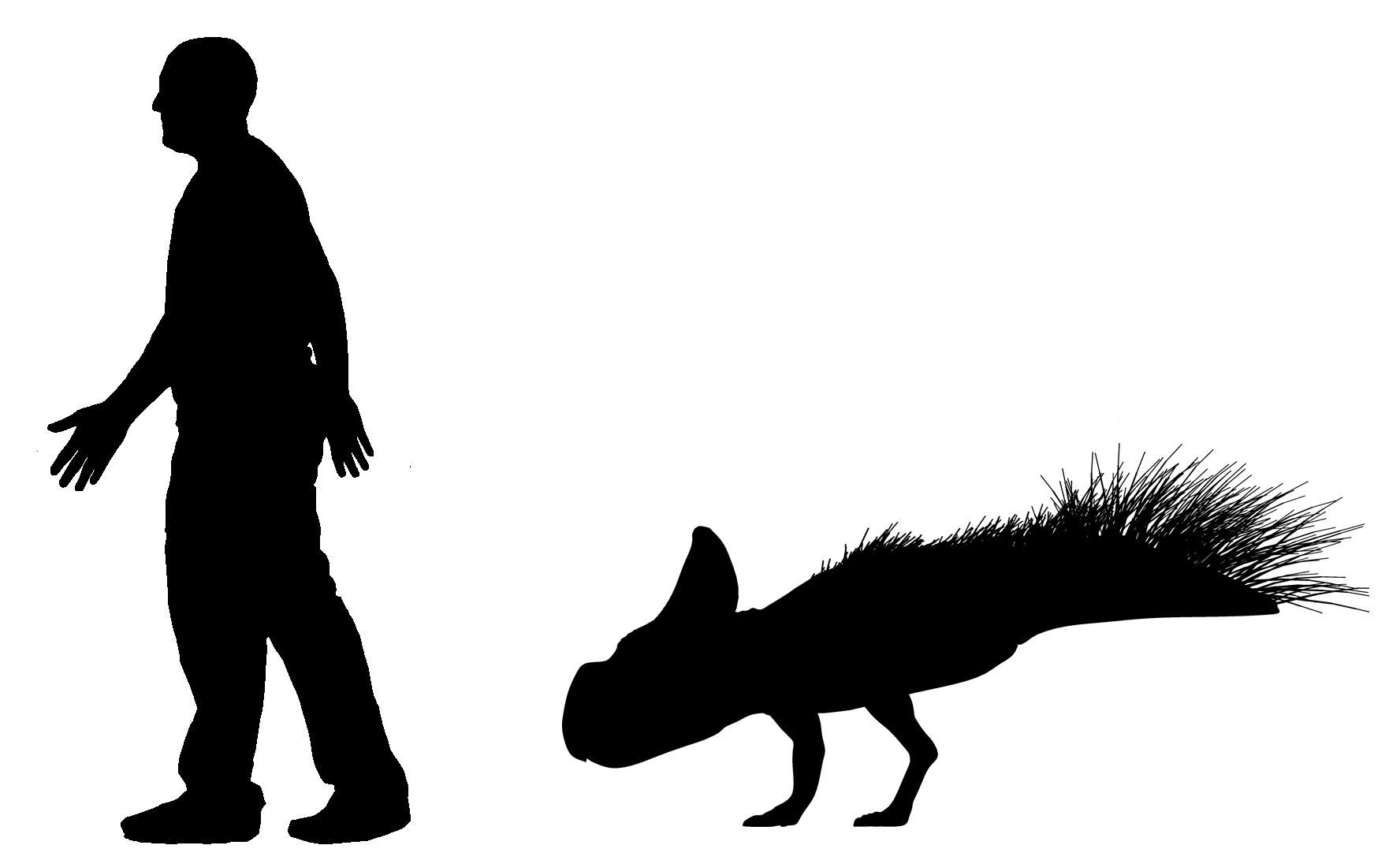
Dimensioni di P. andrewsi

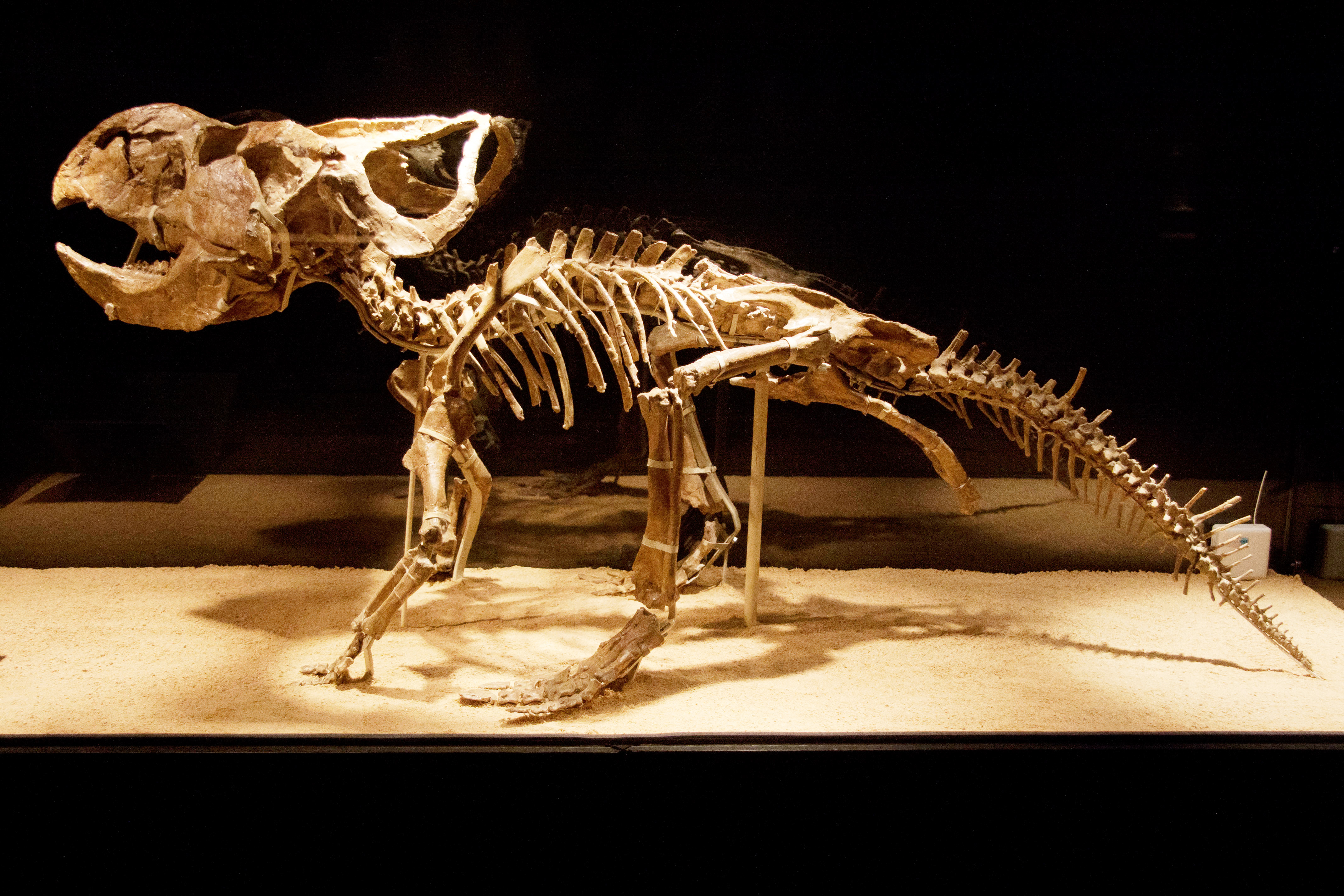
Scheletro di 'Protoceratops

Protoceratops era un dinosauro quadrupede dotato, come tutti i ceratopsi, di un vistoso collare osseo nella parte posteriore del cranio che copriva il collo. Il collare presentava due grandi aperture o fenestre parietali, mentre gli zigomi presentavano larghe e sporgenti ossa giugali. Le dimensioni e la forma del collare variavano da individuo ad individuo; alcuni esemplari avevano un collare corto e compatto, mentre altri avevano collare lungo quasi la metà del cranio. Il collare era costituito principalmente dall'osso parietale e parzialmente dallo squamosale. Alcuni ricercatori, tra cui Peter Dodson, spiegano le diverse dimensioni e le varie forme di queste strutture con il dimorfismo sessuale, nonché l'età dell'individuo, al momento della morte.
Protoceratops era un dinosauro relativamente piccolo che poteva raggiungere una lunghezza di circa 2 metri (6 piedi), e un'altezza di 0,6 metri (2 piedi) al garrese. Un esemplare adulto poteva raggiungere un peso di circa 82-104 chilogrammi (182 libbre). Si stima che gli esemplari pi piccoli pesassero circa 23,7 chilogrammi (52 libbre).[6] Il gran numero di esemplari ritrovati in singoli siti suggeriscono che i Protoceratops vivessero in gruppo.
Il grande cranio del Protoceratops alloggiava grandi muscoli mascellari capaci di assestare potenti morsi. La bocca dell'animale era piena di dozzine di denti, adatte per masticare una vegetazione dura. Il cranio consisteva in un massiccio becco frontale e quattro paia di fenestre (aperture del cranio). Il muso era molto più corto e tozzo rispetto ai generi più evoluti. Le prime aperture, la narici, era considerevolmente più piccole delle narici presenti nei generi più evoluti. Questi animali avevano grandi orbite, che misuravano circa 50 millimetri di diametro. Dietro le orbite erano posizionate delle fenestre leggermente più piccole, note come "fenestre infratemporali".

## Classificazione
Protoceratops fu il primo protoceratopside ad essere descritto e nominato, pertanto diede il nome alla famiglia Protoceratopsidae, un gruppo di dinosauri erbivori più evoluti dagli Psittacosauridae, ma meno evoluti dai Ceratopsidae. Il gruppo è caratterizzato per le sue somiglianze con i Ceratopsidae, anche se presentano proporzioni degli arti più adatte ad uno stile di vita cursorio, collari generalmente più piccoli e assenza di grandi corna.
Nel 1998, Paul Sereno definì Protoceratopsidae come il clade basato sul ramo che include "tutti i coronosauri più vicini a Protoceratops che a Triceratops". Alcuni studi inserirono Bagaceratops, Breviceratops, Graciliceratops, Lamaceratops, Magnirostris, Platyceratops e Serendipaceratops all'interno di Protoceratopsidae, ma nel 2006 Makovicky e Norell pubblicarono una nuova filogenesi che rimosse diversi generi da Protoceratopsidae; tuttavia, esistono molte altre analisi filogenetiche che danno risultati diversi. Bainoceratops potrebbe essere un sinonimo di Protoceratops.

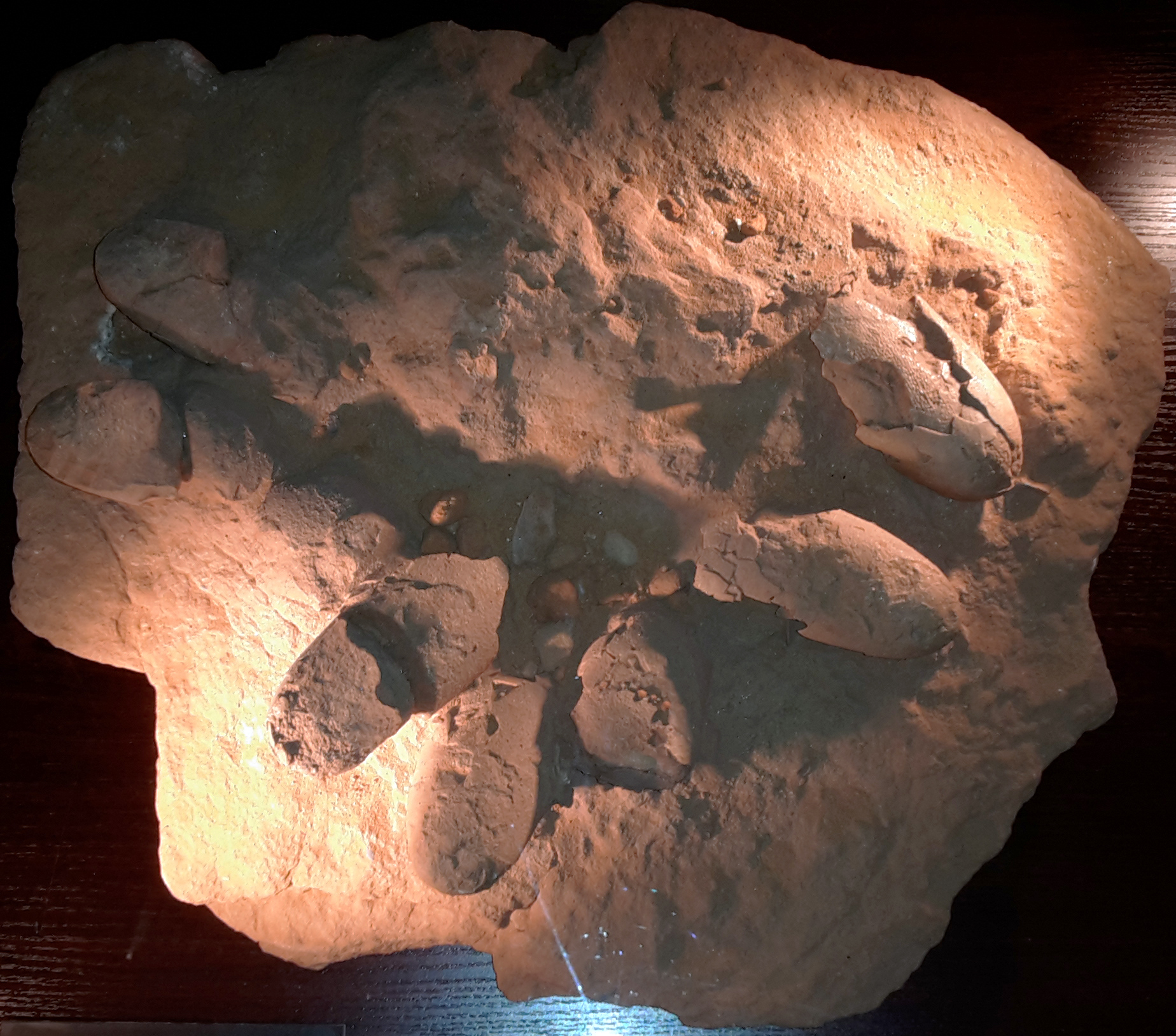
Nido con uova, al Museum of Evolution of Polish Academy of Sciences, Varsavia

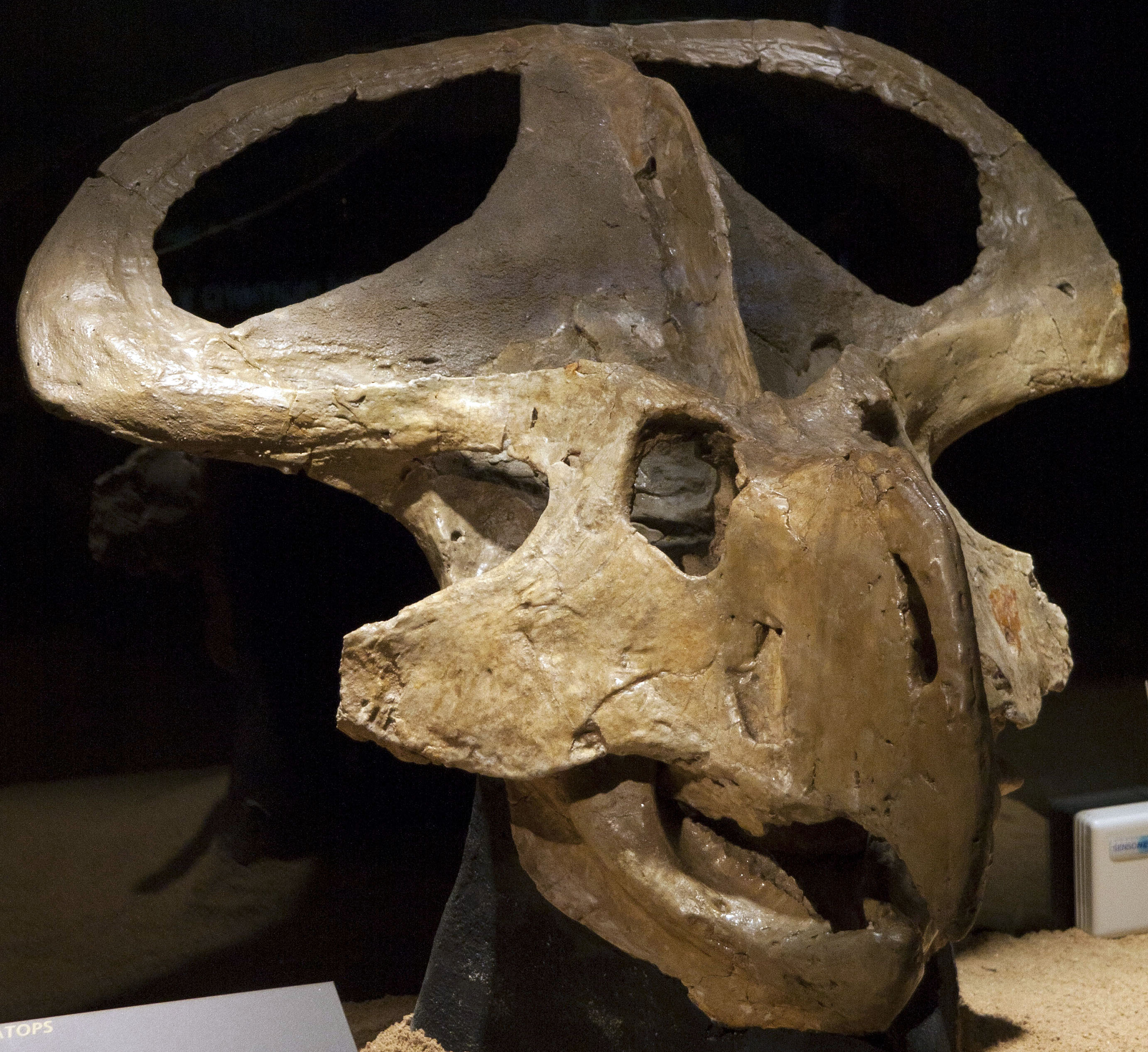
Cranio di P. andrewsi adulto

Il seguente cladogramma fa riferimento ad un'analisi di Yiming He, Peter J. Makovicky, Kebai Wang, Shuqing Chen, Corwin Sullivan, Fenglu Han, Xing XuMichael J. Ryan, David C. Evans, Philip J. Currie, Caleb M. Brown & Don Brinkman (2015):
|  | Montanoceratops |
|  |                 |
|  | Ischioceratops  |
|  |                 |

|  | Zhuchengceratops                                                  |
|  |                                                                   |
|  | \| \| Gryphoceratops \| \| \| \| \| \| Unescoceratops \| \| \| \| |
|  |                                                                   |
|  | Gryphoceratops                                                    |
|  |                                                                   |
|  | Unescoceratops                                                    |
|  |                                                                   |

|  | Gryphoceratops |
|  |                |
|  | Unescoceratops |
|  |                |

|  | Zhuchengceratops                                                  |
|  |                                                                   |
|  | \| \| Gryphoceratops \| \| \| \| \| \| Unescoceratops \| \| \| \| |
|  |                                                                   |
|  | Gryphoceratops                                                    |
|  |                                                                   |
|  | Unescoceratops                                                    |
|  |                                                                   |

|  | Gryphoceratops |
|  |                |
|  | Unescoceratops |
|  |                |

|  | Zhuchengceratops                                                  |
|  |                                                                   |
|  | \| \| Gryphoceratops \| \| \| \| \| \| Unescoceratops \| \| \| \| |
|  |                                                                   |
|  | Gryphoceratops                                                    |
|  |                                                                   |
|  | Unescoceratops                                                    |
|  |                                                                   |

|  | Gryphoceratops |
|  |                |
|  | Unescoceratops |
|  |                |

|  | Zhuchengceratops                                                  |
|  |                                                                   |
|  | \| \| Gryphoceratops \| \| \| \| \| \| Unescoceratops \| \| \| \| |
|  |                                                                   |
|  | Gryphoceratops                                                    |
|  |                                                                   |
|  | Unescoceratops                                                    |
|  |                                                                   |

|  | Gryphoceratops |
|  |                |
|  | Unescoceratops |
|  |                |

|  | Zhuchengceratops                                                  |
|  |                                                                   |
|  | \| \| Gryphoceratops \| \| \| \| \| \| Unescoceratops \| \| \| \| |
|  |                                                                   |
|  | Gryphoceratops                                                    |
|  |                                                                   |
|  | Unescoceratops                                                    |
|  |                                                                   |

|  | Gryphoceratops |
|  |                |
|  | Unescoceratops |
|  |                |

|  | Zhuchengceratops                                                  |
|  |                                                                   |
|  | \| \| Gryphoceratops \| \| \| \| \| \| Unescoceratops \| \| \| \| |
|  |                                                                   |
|  | Gryphoceratops                                                    |
|  |                                                                   |
|  | Unescoceratops                                                    |
|  |                                                                   |

|  | Gryphoceratops |
|  |                |
|  | Unescoceratops |
|  |                |

|  | Zhuchengceratops                                                  |
|  |                                                                   |
|  | \| \| Gryphoceratops \| \| \| \| \| \| Unescoceratops \| \| \| \| |
|  |                                                                   |
|  | Gryphoceratops                                                    |
|  |                                                                   |
|  | Unescoceratops                                                    |
|  |                                                                   |

|  | Gryphoceratops |
|  |                |
|  | Unescoceratops |
|  |                |

|  | Zhuchengceratops                                                  |
|  |                                                                   |
|  | \| \| Gryphoceratops \| \| \| \| \| \| Unescoceratops \| \| \| \| |
|  |                                                                   |
|  | Gryphoceratops                                                    |
|  |                                                                   |
|  | Unescoceratops                                                    |
|  |                                                                   |

|  | Gryphoceratops |
|  |                |
|  | Unescoceratops |
|  |                |

|  | Montanoceratops |
|  |                 |
|  | Ischioceratops  |
|  |                 |

|  | Zhuchengceratops                                                  |
|  |                                                                   |
|  | \| \| Gryphoceratops \| \| \| \| \| \| Unescoceratops \| \| \| \| |
|  |                                                                   |
|  | Gryphoceratops                                                    |
|  |                                                                   |
|  | Unescoceratops                                                    |
|  |                                                                   |

|  | Gryphoceratops |
|  |                |
|  | Unescoceratops |
|  |                |

|  | Zhuchengceratops                                                  |
|  |                                                                   |
|  | \| \| Gryphoceratops \| \| \| \| \| \| Unescoceratops \| \| \| \| |
|  |                                                                   |
|  | Gryphoceratops                                                    |
|  |                                                                   |
|  | Unescoceratops                                                    |
|  |                                                                   |

|  | Gryphoceratops |
|  |                |
|  | Unescoceratops |
|  |                |

|  | Zhuchengceratops                                                  |
|  |                                                                   |
|  | \| \| Gryphoceratops \| \| \| \| \| \| Unescoceratops \| \| \| \| |
|  |                                                                   |
|  | Gryphoceratops                                                    |
|  |                                                                   |
|  | Unescoceratops                                                    |
|  |                                                                   |

|  | Gryphoceratops |
|  |                |
|  | Unescoceratops |
|  |                |

|  | Zhuchengceratops                                                  |
|  |                                                                   |
|  | \| \| Gryphoceratops \| \| \| \| \| \| Unescoceratops \| \| \| \| |
|  |                                                                   |
|  | Gryphoceratops                                                    |
|  |                                                                   |
|  | Unescoceratops                                                    |
|  |                                                                   |

|  | Gryphoceratops |
|  |                |
|  | Unescoceratops |
|  |                |

|  | Zhuchengceratops                                                  |
|  |                                                                   |
|  | \| \| Gryphoceratops \| \| \| \| \| \| Unescoceratops \| \| \| \| |
|  |                                                                   |
|  | Gryphoceratops                                                    |
|  |                                                                   |
|  | Unescoceratops                                                    |
|  |                                                                   |

|  | Gryphoceratops |
|  |                |
|  | Unescoceratops |
|  |                |

|  | Zhuchengceratops                                                  |
|  |                                                                   |
|  | \| \| Gryphoceratops \| \| \| \| \| \| Unescoceratops \| \| \| \| |
|  |                                                                   |
|  | Gryphoceratops                                                    |
|  |                                                                   |
|  | Unescoceratops                                                    |
|  |                                                                   |

|  | Gryphoceratops |
|  |                |
|  | Unescoceratops |
|  |                |

|  | Zhuchengceratops                                                  |
|  |                                                                   |
|  | \| \| Gryphoceratops \| \| \| \| \| \| Unescoceratops \| \| \| \| |
|  |                                                                   |
|  | Gryphoceratops                                                    |
|  |                                                                   |
|  | Unescoceratops                                                    |
|  |                                                                   |

|  | Gryphoceratops |
|  |                |
|  | Unescoceratops |
|  |                |

|  | Zhuchengceratops                                                  |
|  |                                                                   |
|  | \| \| Gryphoceratops \| \| \| \| \| \| Unescoceratops \| \| \| \| |
|  |                                                                   |
|  | Gryphoceratops                                                    |
|  |                                                                   |
|  | Unescoceratops                                                    |
|  |                                                                   |

|  | Gryphoceratops |
|  |                |
|  | Unescoceratops |
|  |                |

|  | Montanoceratops |
|  |                 |
|  | Ischioceratops  |
|  |                 |

|  | Zhuchengceratops                                                  |
|  |                                                                   |
|  | \| \| Gryphoceratops \| \| \| \| \| \| Unescoceratops \| \| \| \| |
|  |                                                                   |
|  | Gryphoceratops                                                    |
|  |                                                                   |
|  | Unescoceratops                                                    |
|  |                                                                   |

|  | Gryphoceratops |
|  |                |
|  | Unescoceratops |
|  |                |

|  | Zhuchengceratops                                                  |
|  |                                                                   |
|  | \| \| Gryphoceratops \| \| \| \| \| \| Unescoceratops \| \| \| \| |
|  |                                                                   |
|  | Gryphoceratops                                                    |
|  |                                                                   |
|  | Unescoceratops                                                    |
|  |                                                                   |

|  | Gryphoceratops |
|  |                |
|  | Unescoceratops |
|  |                |

|  | Zhuchengceratops                                                  |
|  |                                                                   |
|  | \| \| Gryphoceratops \| \| \| \| \| \| Unescoceratops \| \| \| \| |
|  |                                                                   |
|  | Gryphoceratops                                                    |
|  |                                                                   |
|  | Unescoceratops                                                    |
|  |                                                                   |

|  | Gryphoceratops |
|  |                |
|  | Unescoceratops |
|  |                |

|  | Zhuchengceratops                                                  |
|  |                                                                   |
|  | \| \| Gryphoceratops \| \| \| \| \| \| Unescoceratops \| \| \| \| |
|  |                                                                   |
|  | Gryphoceratops                                                    |
|  |                                                                   |
|  | Unescoceratops                                                    |
|  |                                                                   |

|  | Gryphoceratops |
|  |                |
|  | Unescoceratops |
|  |                |

|  | Zhuchengceratops                                                  |
|  |                                                                   |
|  | \| \| Gryphoceratops \| \| \| \| \| \| Unescoceratops \| \| \| \| |
|  |                                                                   |
|  | Gryphoceratops                                                    |
|  |                                                                   |
|  | Unescoceratops                                                    |
|  |                                                                   |

|  | Gryphoceratops |
|  |                |
|  | Unescoceratops |
|  |                |

|  | Zhuchengceratops                                                  |
|  |                                                                   |
|  | \| \| Gryphoceratops \| \| \| \| \| \| Unescoceratops \| \| \| \| |
|  |                                                                   |
|  | Gryphoceratops                                                    |
|  |                                                                   |
|  | Unescoceratops                                                    |
|  |                                                                   |

|  | Gryphoceratops |
|  |                |
|  | Unescoceratops |
|  |                |

|  | Zhuchengceratops                                                  |
|  |                                                                   |
|  | \| \| Gryphoceratops \| \| \| \| \| \| Unescoceratops \| \| \| \| |
|  |                                                                   |
|  | Gryphoceratops                                                    |
|  |                                                                   |
|  | Unescoceratops                                                    |
|  |                                                                   |

|  | Gryphoceratops |
|  |                |
|  | Unescoceratops |
|  |                |

|  | Zhuchengceratops                                                  |
|  |                                                                   |
|  | \| \| Gryphoceratops \| \| \| \| \| \| Unescoceratops \| \| \| \| |
|  |                                                                   |
|  | Gryphoceratops                                                    |
|  |                                                                   |
|  | Unescoceratops                                                    |
|  |                                                                   |

|  | Gryphoceratops |
|  |                |
|  | Unescoceratops |
|  |                |

|  | Montanoceratops |
|  |                 |
|  | Ischioceratops  |
|  |                 |

|  | Zhuchengceratops                                                  |
|  |                                                                   |
|  | \| \| Gryphoceratops \| \| \| \| \| \| Unescoceratops \| \| \| \| |
|  |                                                                   |
|  | Gryphoceratops                                                    |
|  |                                                                   |
|  | Unescoceratops                                                    |
|  |                                                                   |

|  | Gryphoceratops |
|  |                |
|  | Unescoceratops |
|  |                |

|  | Zhuchengceratops                                                  |
|  |                                                                   |
|  | \| \| Gryphoceratops \| \| \| \| \| \| Unescoceratops \| \| \| \| |
|  |                                                                   |
|  | Gryphoceratops                                                    |
|  |                                                                   |
|  | Unescoceratops                                                    |
|  |                                                                   |

|  | Gryphoceratops |
|  |                |
|  | Unescoceratops |
|  |                |

|  | Zhuchengceratops                                                  |
|  |                                                                   |
|  | \| \| Gryphoceratops \| \| \| \| \| \| Unescoceratops \| \| \| \| |
|  |                                                                   |
|  | Gryphoceratops                                                    |
|  |                                                                   |
|  | Unescoceratops                                                    |
|  |                                                                   |

|  | Gryphoceratops |
|  |                |
|  | Unescoceratops |
|  |                |

|  | Zhuchengceratops                                                  |
|  |                                                                   |
|  | \| \| Gryphoceratops \| \| \| \| \| \| Unescoceratops \| \| \| \| |
|  |                                                                   |
|  | Gryphoceratops                                                    |
|  |                                                                   |
|  | Unescoceratops                                                    |
|  |                                                                   |

|  | Gryphoceratops |
|  |                |
|  | Unescoceratops |
|  |                |

|  | Zhuchengceratops                                                  |
|  |                                                                   |
|  | \| \| Gryphoceratops \| \| \| \| \| \| Unescoceratops \| \| \| \| |
|  |                                                                   |
|  | Gryphoceratops                                                    |
|  |                                                                   |
|  | Unescoceratops                                                    |
|  |                                                                   |

|  | Gryphoceratops |
|  |                |
|  | Unescoceratops |
|  |                |

|  | Zhuchengceratops                                                  |
|  |                                                                   |
|  | \| \| Gryphoceratops \| \| \| \| \| \| Unescoceratops \| \| \| \| |
|  |                                                                   |
|  | Gryphoceratops                                                    |
|  |                                                                   |
|  | Unescoceratops                                                    |
|  |                                                                   |

|  | Gryphoceratops |
|  |                |
|  | Unescoceratops |
|  |                |

|  | Zhuchengceratops                                                  |
|  |                                                                   |
|  | \| \| Gryphoceratops \| \| \| \| \| \| Unescoceratops \| \| \| \| |
|  |                                                                   |
|  | Gryphoceratops                                                    |
|  |                                                                   |
|  | Unescoceratops                                                    |
|  |                                                                   |

|  | Gryphoceratops |
|  |                |
|  | Unescoceratops |
|  |                |

|  | Zhuchengceratops                                                  |
|  |                                                                   |
|  | \| \| Gryphoceratops \| \| \| \| \| \| Unescoceratops \| \| \| \| |
|  |                                                                   |
|  | Gryphoceratops                                                    |
|  |                                                                   |
|  | Unescoceratops                                                    |
|  |                                                                   |

|  | Gryphoceratops |
|  |                |
|  | Unescoceratops |
|  |                |

|  | Montanoceratops |
|  |                 |
|  | Ischioceratops  |
|  |                 |

|  | Zhuchengceratops                                                  |
|  |                                                                   |
|  | \| \| Gryphoceratops \| \| \| \| \| \| Unescoceratops \| \| \| \| |
|  |                                                                   |
|  | Gryphoceratops                                                    |
|  |                                                                   |
|  | Unescoceratops                                                    |
|  |                                                                   |

|  | Gryphoceratops |
|  |                |
|  | Unescoceratops |
|  |                |

|  | Zhuchengceratops                                                  |
|  |                                                                   |
|  | \| \| Gryphoceratops \| \| \| \| \| \| Unescoceratops \| \| \| \| |
|  |                                                                   |
|  | Gryphoceratops                                                    |
|  |                                                                   |
|  | Unescoceratops                                                    |
|  |                                                                   |

|  | Gryphoceratops |
|  |                |
|  | Unescoceratops |
|  |                |

|  | Zhuchengceratops                                                  |
|  |                                                                   |
|  | \| \| Gryphoceratops \| \| \| \| \| \| Unescoceratops \| \| \| \| |
|  |                                                                   |
|  | Gryphoceratops                                                    |
|  |                                                                   |
|  | Unescoceratops                                                    |
|  |                                                                   |

|  | Gryphoceratops |
|  |                |
|  | Unescoceratops |
|  |                |

|  | Zhuchengceratops                                                  |
|  |                                                                   |
|  | \| \| Gryphoceratops \| \| \| \| \| \| Unescoceratops \| \| \| \| |
|  |                                                                   |
|  | Gryphoceratops                                                    |
|  |                                                                   |
|  | Unescoceratops                                                    |
|  |                                                                   |

|  | Gryphoceratops |
|  |                |
|  | Unescoceratops |
|  |                |

|  | Zhuchengceratops                                                  |
|  |                                                                   |
|  | \| \| Gryphoceratops \| \| \| \| \| \| Unescoceratops \| \| \| \| |
|  |                                                                   |
|  | Gryphoceratops                                                    |
|  |                                                                   |
|  | Unescoceratops                                                    |
|  |                                                                   |

|  | Gryphoceratops |
|  |                |
|  | Unescoceratops |
|  |                |

|  | Zhuchengceratops                                                  |
|  |                                                                   |
|  | \| \| Gryphoceratops \| \| \| \| \| \| Unescoceratops \| \| \| \| |
|  |                                                                   |
|  | Gryphoceratops                                                    |
|  |                                                                   |
|  | Unescoceratops                                                    |
|  |                                                                   |

|  | Gryphoceratops |
|  |                |
|  | Unescoceratops |
|  |                |

|  | Zhuchengceratops                                                  |
|  |                                                                   |
|  | \| \| Gryphoceratops \| \| \| \| \| \| Unescoceratops \| \| \| \| |
|  |                                                                   |
|  | Gryphoceratops                                                    |
|  |                                                                   |
|  | Unescoceratops                                                    |
|  |                                                                   |

|  | Gryphoceratops |
|  |                |
|  | Unescoceratops |
|  |                |

|  | Zhuchengceratops                                                  |
|  |                                                                   |
|  | \| \| Gryphoceratops \| \| \| \| \| \| Unescoceratops \| \| \| \| |
|  |                                                                   |
|  | Gryphoceratops                                                    |
|  |                                                                   |
|  | Unescoceratops                                                    |
|  |                                                                   |

|  | Gryphoceratops |
|  |                |
|  | Unescoceratops |
|  |                |

|  | Montanoceratops |
|  |                 |
|  | Ischioceratops  |
|  |                 |

|  | Zhuchengceratops                                                  |
|  |                                                                   |
|  | \| \| Gryphoceratops \| \| \| \| \| \| Unescoceratops \| \| \| \| |
|  |                                                                   |
|  | Gryphoceratops                                                    |
|  |                                                                   |
|  | Unescoceratops                                                    |
|  |                                                                   |

|  | Gryphoceratops |
|  |                |
|  | Unescoceratops |
|  |                |

|  | Zhuchengceratops                                                  |
|  |                                                                   |
|  | \| \| Gryphoceratops \| \| \| \| \| \| Unescoceratops \| \| \| \| |
|  |                                                                   |
|  | Gryphoceratops                                                    |
|  |                                                                   |
|  | Unescoceratops                                                    |
|  |                                                                   |

|  | Gryphoceratops |
|  |                |
|  | Unescoceratops |
|  |                |

|  | Zhuchengceratops                                                  |
|  |                                                                   |
|  | \| \| Gryphoceratops \| \| \| \| \| \| Unescoceratops \| \| \| \| |
|  |                                                                   |
|  | Gryphoceratops                                                    |
|  |                                                                   |
|  | Unescoceratops                                                    |
|  |                                                                   |

|  | Gryphoceratops |
|  |                |
|  | Unescoceratops |
|  |                |

|  | Zhuchengceratops                                                  |
|  |                                                                   |
|  | \| \| Gryphoceratops \| \| \| \| \| \| Unescoceratops \| \| \| \| |
|  |                                                                   |
|  | Gryphoceratops                                                    |
|  |                                                                   |
|  | Unescoceratops                                                    |
|  |                                                                   |

|  | Gryphoceratops |
|  |                |
|  | Unescoceratops |
|  |                |

|  | Zhuchengceratops                                                  |
|  |                                                                   |
|  | \| \| Gryphoceratops \| \| \| \| \| \| Unescoceratops \| \| \| \| |
|  |                                                                   |
|  | Gryphoceratops                                                    |
|  |                                                                   |
|  | Unescoceratops                                                    |
|  |                                                                   |

|  | Gryphoceratops |
|  |                |
|  | Unescoceratops |
|  |                |

|  | Zhuchengceratops                                                  |
|  |                                                                   |
|  | \| \| Gryphoceratops \| \| \| \| \| \| Unescoceratops \| \| \| \| |
|  |                                                                   |
|  | Gryphoceratops                                                    |
|  |                                                                   |
|  | Unescoceratops                                                    |
|  |                                                                   |

|  | Gryphoceratops |
|  |                |
|  | Unescoceratops |
|  |                |

|  | Zhuchengceratops                                                  |
|  |                                                                   |
|  | \| \| Gryphoceratops \| \| \| \| \| \| Unescoceratops \| \| \| \| |
|  |                                                                   |
|  | Gryphoceratops                                                    |
|  |                                                                   |
|  | Unescoceratops                                                    |
|  |                                                                   |

|  | Gryphoceratops |
|  |                |
|  | Unescoceratops |
|  |                |

|  | Zhuchengceratops                                                  |
|  |                                                                   |
|  | \| \| Gryphoceratops \| \| \| \| \| \| Unescoceratops \| \| \| \| |
|  |                                                                   |
|  | Gryphoceratops                                                    |
|  |                                                                   |
|  | Unescoceratops                                                    |
|  |                                                                   |

|  | Gryphoceratops |
|  |                |
|  | Unescoceratops |
|  |                |

|  | Montanoceratops |
|  |                 |
|  | Ischioceratops  |
|  |                 |

|  | Zhuchengceratops                                                  |
|  |                                                                   |
|  | \| \| Gryphoceratops \| \| \| \| \| \| Unescoceratops \| \| \| \| |
|  |                                                                   |
|  | Gryphoceratops                                                    |
|  |                                                                   |
|  | Unescoceratops                                                    |
|  |                                                                   |

|  | Gryphoceratops |
|  |                |
|  | Unescoceratops |
|  |                |

|  | Zhuchengceratops                                                  |
|  |                                                                   |
|  | \| \| Gryphoceratops \| \| \| \| \| \| Unescoceratops \| \| \| \| |
|  |                                                                   |
|  | Gryphoceratops                                                    |
|  |                                                                   |
|  | Unescoceratops                                                    |
|  |                                                                   |

|  | Gryphoceratops |
|  |                |
|  | Unescoceratops |
|  |                |

|  | Zhuchengceratops                                                  |
|  |                                                                   |
|  | \| \| Gryphoceratops \| \| \| \| \| \| Unescoceratops \| \| \| \| |
|  |                                                                   |
|  | Gryphoceratops                                                    |
|  |                                                                   |
|  | Unescoceratops                                                    |
|  |                                                                   |

|  | Gryphoceratops |
|  |                |
|  | Unescoceratops |
|  |                |

|  | Zhuchengceratops                                                  |
|  |                                                                   |
|  | \| \| Gryphoceratops \| \| \| \| \| \| Unescoceratops \| \| \| \| |
|  |                                                                   |
|  | Gryphoceratops                                                    |
|  |                                                                   |
|  | Unescoceratops                                                    |
|  |                                                                   |

|  | Gryphoceratops |
|  |                |
|  | Unescoceratops |
|  |                |

|  | Zhuchengceratops                                                  |
|  |                                                                   |
|  | \| \| Gryphoceratops \| \| \| \| \| \| Unescoceratops \| \| \| \| |
|  |                                                                   |
|  | Gryphoceratops                                                    |
|  |                                                                   |
|  | Unescoceratops                                                    |
|  |                                                                   |

|  | Gryphoceratops |
|  |                |
|  | Unescoceratops |
|  |                |

|  | Zhuchengceratops                                                  |
|  |                                                                   |
|  | \| \| Gryphoceratops \| \| \| \| \| \| Unescoceratops \| \| \| \| |
|  |                                                                   |
|  | Gryphoceratops                                                    |
|  |                                                                   |
|  | Unescoceratops                                                    |
|  |                                                                   |

|  | Gryphoceratops |
|  |                |
|  | Unescoceratops |
|  |                |

|  | Zhuchengceratops                                                  |
|  |                                                                   |
|  | \| \| Gryphoceratops \| \| \| \| \| \| Unescoceratops \| \| \| \| |
|  |                                                                   |
|  | Gryphoceratops                                                    |
|  |                                                                   |
|  | Unescoceratops                                                    |
|  |                                                                   |

|  | Gryphoceratops |
|  |                |
|  | Unescoceratops |
|  |                |

|  | Zhuchengceratops                                                  |
|  |                                                                   |
|  | \| \| Gryphoceratops \| \| \| \| \| \| Unescoceratops \| \| \| \| |
|  |                                                                   |
|  | Gryphoceratops                                                    |
|  |                                                                   |
|  | Unescoceratops                                                    |
|  |                                                                   |

|  | Gryphoceratops |
|  |                |
|  | Unescoceratops |
|  |                |

|  | Montanoceratops |
|  |                 |
|  | Ischioceratops  |
|  |                 |

|  | Zhuchengceratops                                                  |
|  |                                                                   |
|  | \| \| Gryphoceratops \| \| \| \| \| \| Unescoceratops \| \| \| \| |
|  |                                                                   |
|  | Gryphoceratops                                                    |
|  |                                                                   |
|  | Unescoceratops                                                    |
|  |                                                                   |

|  | Gryphoceratops |
|  |                |
|  | Unescoceratops |
|  |                |

|  | Zhuchengceratops                                                  |
|  |                                                                   |
|  | \| \| Gryphoceratops \| \| \| \| \| \| Unescoceratops \| \| \| \| |
|  |                                                                   |
|  | Gryphoceratops                                                    |
|  |                                                                   |
|  | Unescoceratops                                                    |
|  |                                                                   |

|  | Gryphoceratops |
|  |                |
|  | Unescoceratops |
|  |                |

|  | Zhuchengceratops                                                  |
|  |                                                                   |
|  | \| \| Gryphoceratops \| \| \| \| \| \| Unescoceratops \| \| \| \| |
|  |                                                                   |
|  | Gryphoceratops                                                    |
|  |                                                                   |
|  | Unescoceratops                                                    |
|  |                                                                   |

|  | Gryphoceratops |
|  |                |
|  | Unescoceratops |
|  |                |

|  | Zhuchengceratops                                                  |
|  |                                                                   |
|  | \| \| Gryphoceratops \| \| \| \| \| \| Unescoceratops \| \| \| \| |
|  |                                                                   |
|  | Gryphoceratops                                                    |
|  |                                                                   |
|  | Unescoceratops                                                    |
|  |                                                                   |

|  | Gryphoceratops |
|  |                |
|  | Unescoceratops |
|  |                |

|  | Zhuchengceratops                                                  |
|  |                                                                   |
|  | \| \| Gryphoceratops \| \| \| \| \| \| Unescoceratops \| \| \| \| |
|  |                                                                   |
|  | Gryphoceratops                                                    |
|  |                                                                   |
|  | Unescoceratops                                                    |
|  |                                                                   |

|  | Gryphoceratops |
|  |                |
|  | Unescoceratops |
|  |                |

|  | Zhuchengceratops                                                  |
|  |                                                                   |
|  | \| \| Gryphoceratops \| \| \| \| \| \| Unescoceratops \| \| \| \| |
|  |                                                                   |
|  | Gryphoceratops                                                    |
|  |                                                                   |
|  | Unescoceratops                                                    |
|  |                                                                   |

|  | Gryphoceratops |
|  |                |
|  | Unescoceratops |
|  |                |

|  | Zhuchengceratops                                                  |
|  |                                                                   |
|  | \| \| Gryphoceratops \| \| \| \| \| \| Unescoceratops \| \| \| \| |
|  |                                                                   |
|  | Gryphoceratops                                                    |
|  |                                                                   |
|  | Unescoceratops                                                    |
|  |                                                                   |

|  | Gryphoceratops |
|  |                |
|  | Unescoceratops |
|  |                |

|  | Zhuchengceratops                                                  |
|  |                                                                   |
|  | \| \| Gryphoceratops \| \| \| \| \| \| Unescoceratops \| \| \| \| |
|  |                                                                   |
|  | Gryphoceratops                                                    |
|  |                                                                   |
|  | Unescoceratops                                                    |
|  |                                                                   |

|  | Gryphoceratops |
|  |                |
|  | Unescoceratops |
|  |                |

|  | Magnirostris                                                                             |
|  |                                                                                          |
|  | \| \| Protoceratops hellenikorhinus \| \| \| \| \| \| Protoceratops andrewsi \| \| \| \| |
|  |                                                                                          |
|  | Protoceratops hellenikorhinus                                                            |
|  |                                                                                          |
|  | Protoceratops andrewsi                                                                   |
|  |                                                                                          |

|  | Protoceratops hellenikorhinus |
|  |                               |
|  | Protoceratops andrewsi        |
|  |                               |

|  | Magnirostris                                                                             |
|  |                                                                                          |
|  | \| \| Protoceratops hellenikorhinus \| \| \| \| \| \| Protoceratops andrewsi \| \| \| \| |
|  |                                                                                          |
|  | Protoceratops hellenikorhinus                                                            |
|  |                                                                                          |
|  | Protoceratops andrewsi                                                                   |
|  |                                                                                          |

|  | Protoceratops hellenikorhinus |
|  |                               |
|  | Protoceratops andrewsi        |
|  |                               |

|  | Magnirostris                                                                             |
|  |                                                                                          |
|  | \| \| Protoceratops hellenikorhinus \| \| \| \| \| \| Protoceratops andrewsi \| \| \| \| |
|  |                                                                                          |
|  | Protoceratops hellenikorhinus                                                            |
|  |                                                                                          |
|  | Protoceratops andrewsi                                                                   |
|  |                                                                                          |

|  | Protoceratops hellenikorhinus |
|  |                               |
|  | Protoceratops andrewsi        |
|  |                               |

|  | Magnirostris                                                                             |
|  |                                                                                          |
|  | \| \| Protoceratops hellenikorhinus \| \| \| \| \| \| Protoceratops andrewsi \| \| \| \| |
|  |                                                                                          |
|  | Protoceratops hellenikorhinus                                                            |
|  |                                                                                          |
|  | Protoceratops andrewsi                                                                   |
|  |                                                                                          |

|  | Protoceratops hellenikorhinus |
|  |                               |
|  | Protoceratops andrewsi        |
|  |                               |

|  | Magnirostris                                                                             |
|  |                                                                                          |
|  | \| \| Protoceratops hellenikorhinus \| \| \| \| \| \| Protoceratops andrewsi \| \| \| \| |
|  |                                                                                          |
|  | Protoceratops hellenikorhinus                                                            |
|  |                                                                                          |
|  | Protoceratops andrewsi                                                                   |
|  |                                                                                          |

|  | Protoceratops hellenikorhinus |
|  |                               |
|  | Protoceratops andrewsi        |
|  |                               |

|  | Magnirostris                                                                             |
|  |                                                                                          |
|  | \| \| Protoceratops hellenikorhinus \| \| \| \| \| \| Protoceratops andrewsi \| \| \| \| |
|  |                                                                                          |
|  | Protoceratops hellenikorhinus                                                            |
|  |                                                                                          |
|  | Protoceratops andrewsi                                                                   |
|  |                                                                                          |

|  | Protoceratops hellenikorhinus |
|  |                               |
|  | Protoceratops andrewsi        |
|  |                               |

|  | Magnirostris                                                                             |
|  |                                                                                          |
|  | \| \| Protoceratops hellenikorhinus \| \| \| \| \| \| Protoceratops andrewsi \| \| \| \| |
|  |                                                                                          |
|  | Protoceratops hellenikorhinus                                                            |
|  |                                                                                          |
|  | Protoceratops andrewsi                                                                   |
|  |                                                                                          |

|  | Protoceratops hellenikorhinus |
|  |                               |
|  | Protoceratops andrewsi        |
|  |                               |

|  | Magnirostris                                                                             |
|  |                                                                                          |
|  | \| \| Protoceratops hellenikorhinus \| \| \| \| \| \| Protoceratops andrewsi \| \| \| \| |
|  |                                                                                          |
|  | Protoceratops hellenikorhinus                                                            |
|  |                                                                                          |
|  | Protoceratops andrewsi                                                                   |
|  |                                                                                          |

|  | Protoceratops hellenikorhinus |
|  |                               |
|  | Protoceratops andrewsi        |
|  |                               |

|  | Ajkaceratops                                                  |
|  |                                                               |
|  | \| \| Zuniceratops \| \| \| \| \| \| Ceratopsidae \| \| \| \| |
|  |                                                               |
|  | Zuniceratops                                                  |
|  |                                                               |
|  | Ceratopsidae                                                  |
|  |                                                               |

|  | Zuniceratops |
|  |              |
|  | Ceratopsidae |
|  |              |

|  | Magnirostris                                                                             |
|  |                                                                                          |
|  | \| \| Protoceratops hellenikorhinus \| \| \| \| \| \| Protoceratops andrewsi \| \| \| \| |
|  |                                                                                          |
|  | Protoceratops hellenikorhinus                                                            |
|  |                                                                                          |
|  | Protoceratops andrewsi                                                                   |
|  |                                                                                          |

|  | Protoceratops hellenikorhinus |
|  |                               |
|  | Protoceratops andrewsi        |
|  |                               |

|  | Magnirostris                                                                             |
|  |                                                                                          |
|  | \| \| Protoceratops hellenikorhinus \| \| \| \| \| \| Protoceratops andrewsi \| \| \| \| |
|  |                                                                                          |
|  | Protoceratops hellenikorhinus                                                            |
|  |                                                                                          |
|  | Protoceratops andrewsi                                                                   |
|  |                                                                                          |

|  | Protoceratops hellenikorhinus |
|  |                               |
|  | Protoceratops andrewsi        |
|  |                               |

|  | Magnirostris                                                                             |
|  |                                                                                          |
|  | \| \| Protoceratops hellenikorhinus \| \| \| \| \| \| Protoceratops andrewsi \| \| \| \| |
|  |                                                                                          |
|  | Protoceratops hellenikorhinus                                                            |
|  |                                                                                          |
|  | Protoceratops andrewsi                                                                   |
|  |                                                                                          |

|  | Protoceratops hellenikorhinus |
|  |                               |
|  | Protoceratops andrewsi        |
|  |                               |

|  | Magnirostris                                                                             |
|  |                                                                                          |
|  | \| \| Protoceratops hellenikorhinus \| \| \| \| \| \| Protoceratops andrewsi \| \| \| \| |
|  |                                                                                          |
|  | Protoceratops hellenikorhinus                                                            |
|  |                                                                                          |
|  | Protoceratops andrewsi                                                                   |
|  |                                                                                          |

|  | Protoceratops hellenikorhinus |
|  |                               |
|  | Protoceratops andrewsi        |
|  |                               |

|  | Magnirostris                                                                             |
|  |                                                                                          |
|  | \| \| Protoceratops hellenikorhinus \| \| \| \| \| \| Protoceratops andrewsi \| \| \| \| |
|  |                                                                                          |
|  | Protoceratops hellenikorhinus                                                            |
|  |                                                                                          |
|  | Protoceratops andrewsi                                                                   |
|  |                                                                                          |

|  | Protoceratops hellenikorhinus |
|  |                               |
|  | Protoceratops andrewsi        |
|  |                               |

|  | Magnirostris                                                                             |
|  |                                                                                          |
|  | \| \| Protoceratops hellenikorhinus \| \| \| \| \| \| Protoceratops andrewsi \| \| \| \| |
|  |                                                                                          |
|  | Protoceratops hellenikorhinus                                                            |
|  |                                                                                          |
|  | Protoceratops andrewsi                                                                   |
|  |                                                                                          |

|  | Protoceratops hellenikorhinus |
|  |                               |
|  | Protoceratops andrewsi        |
|  |                               |

|  | Magnirostris                                                                             |
|  |                                                                                          |
|  | \| \| Protoceratops hellenikorhinus \| \| \| \| \| \| Protoceratops andrewsi \| \| \| \| |
|  |                                                                                          |
|  | Protoceratops hellenikorhinus                                                            |
|  |                                                                                          |
|  | Protoceratops andrewsi                                                                   |
|  |                                                                                          |

|  | Protoceratops hellenikorhinus |
|  |                               |
|  | Protoceratops andrewsi        |
|  |                               |

|  | Magnirostris                                                                             |
|  |                                                                                          |
|  | \| \| Protoceratops hellenikorhinus \| \| \| \| \| \| Protoceratops andrewsi \| \| \| \| |
|  |                                                                                          |
|  | Protoceratops hellenikorhinus                                                            |
|  |                                                                                          |
|  | Protoceratops andrewsi                                                                   |
|  |                                                                                          |

|  | Protoceratops hellenikorhinus |
|  |                               |
|  | Protoceratops andrewsi        |
|  |                               |

|  | Ajkaceratops                                                  |
|  |                                                               |
|  | \| \| Zuniceratops \| \| \| \| \| \| Ceratopsidae \| \| \| \| |
|  |                                                               |
|  | Zuniceratops                                                  |
|  |                                                               |
|  | Ceratopsidae                                                  |
|  |                                                               |

|  | Zuniceratops |
|  |              |
|  | Ceratopsidae |
|  |              |

|  | Magnirostris                                                                             |
|  |                                                                                          |
|  | \| \| Protoceratops hellenikorhinus \| \| \| \| \| \| Protoceratops andrewsi \| \| \| \| |
|  |                                                                                          |
|  | Protoceratops hellenikorhinus                                                            |
|  |                                                                                          |
|  | Protoceratops andrewsi                                                                   |
|  |                                                                                          |

|  | Protoceratops hellenikorhinus |
|  |                               |
|  | Protoceratops andrewsi        |
|  |                               |

|  | Magnirostris                                                                             |
|  |                                                                                          |
|  | \| \| Protoceratops hellenikorhinus \| \| \| \| \| \| Protoceratops andrewsi \| \| \| \| |
|  |                                                                                          |
|  | Protoceratops hellenikorhinus                                                            |
|  |                                                                                          |
|  | Protoceratops andrewsi                                                                   |
|  |                                                                                          |

|  | Protoceratops hellenikorhinus |
|  |                               |
|  | Protoceratops andrewsi        |
|  |                               |

|  | Magnirostris                                                                             |
|  |                                                                                          |
|  | \| \| Protoceratops hellenikorhinus \| \| \| \| \| \| Protoceratops andrewsi \| \| \| \| |
|  |                                                                                          |
|  | Protoceratops hellenikorhinus                                                            |
|  |                                                                                          |
|  | Protoceratops andrewsi                                                                   |
|  |                                                                                          |

|  | Protoceratops hellenikorhinus |
|  |                               |
|  | Protoceratops andrewsi        |
|  |                               |

|  | Magnirostris                                                                             |
|  |                                                                                          |
|  | \| \| Protoceratops hellenikorhinus \| \| \| \| \| \| Protoceratops andrewsi \| \| \| \| |
|  |                                                                                          |
|  | Protoceratops hellenikorhinus                                                            |
|  |                                                                                          |
|  | Protoceratops andrewsi                                                                   |
|  |                                                                                          |

|  | Protoceratops hellenikorhinus |
|  |                               |
|  | Protoceratops andrewsi        |
|  |                               |

|  | Magnirostris                                                                             |
|  |                                                                                          |
|  | \| \| Protoceratops hellenikorhinus \| \| \| \| \| \| Protoceratops andrewsi \| \| \| \| |
|  |                                                                                          |
|  | Protoceratops hellenikorhinus                                                            |
|  |                                                                                          |
|  | Protoceratops andrewsi                                                                   |
|  |                                                                                          |

|  | Protoceratops hellenikorhinus |
|  |                               |
|  | Protoceratops andrewsi        |
|  |                               |

|  | Magnirostris                                                                             |
|  |                                                                                          |
|  | \| \| Protoceratops hellenikorhinus \| \| \| \| \| \| Protoceratops andrewsi \| \| \| \| |
|  |                                                                                          |
|  | Protoceratops hellenikorhinus                                                            |
|  |                                                                                          |
|  | Protoceratops andrewsi                                                                   |
|  |                                                                                          |

|  | Protoceratops hellenikorhinus |
|  |                               |
|  | Protoceratops andrewsi        |
|  |                               |

|  | Magnirostris                                                                             |
|  |                                                                                          |
|  | \| \| Protoceratops hellenikorhinus \| \| \| \| \| \| Protoceratops andrewsi \| \| \| \| |
|  |                                                                                          |
|  | Protoceratops hellenikorhinus                                                            |
|  |                                                                                          |
|  | Protoceratops andrewsi                                                                   |
|  |                                                                                          |

|  | Protoceratops hellenikorhinus |
|  |                               |
|  | Protoceratops andrewsi        |
|  |                               |

|  | Magnirostris                                                                             |
|  |                                                                                          |
|  | \| \| Protoceratops hellenikorhinus \| \| \| \| \| \| Protoceratops andrewsi \| \| \| \| |
|  |                                                                                          |
|  | Protoceratops hellenikorhinus                                                            |
|  |                                                                                          |
|  | Protoceratops andrewsi                                                                   |
|  |                                                                                          |

|  | Protoceratops hellenikorhinus |
|  |                               |
|  | Protoceratops andrewsi        |
|  |                               |

|  | Ajkaceratops                                                  |
|  |                                                               |
|  | \| \| Zuniceratops \| \| \| \| \| \| Ceratopsidae \| \| \| \| |
|  |                                                               |
|  | Zuniceratops                                                  |
|  |                                                               |
|  | Ceratopsidae                                                  |
|  |                                                               |

|  | Zuniceratops |
|  |              |
|  | Ceratopsidae |
|  |              |

|  | Magnirostris                                                                             |
|  |                                                                                          |
|  | \| \| Protoceratops hellenikorhinus \| \| \| \| \| \| Protoceratops andrewsi \| \| \| \| |
|  |                                                                                          |
|  | Protoceratops hellenikorhinus                                                            |
|  |                                                                                          |
|  | Protoceratops andrewsi                                                                   |
|  |                                                                                          |

|  | Protoceratops hellenikorhinus |
|  |                               |
|  | Protoceratops andrewsi        |
|  |                               |

|  | Magnirostris                                                                             |
|  |                                                                                          |
|  | \| \| Protoceratops hellenikorhinus \| \| \| \| \| \| Protoceratops andrewsi \| \| \| \| |
|  |                                                                                          |
|  | Protoceratops hellenikorhinus                                                            |
|  |                                                                                          |
|  | Protoceratops andrewsi                                                                   |
|  |                                                                                          |

|  | Protoceratops hellenikorhinus |
|  |                               |
|  | Protoceratops andrewsi        |
|  |                               |

|  | Magnirostris                                                                             |
|  |                                                                                          |
|  | \| \| Protoceratops hellenikorhinus \| \| \| \| \| \| Protoceratops andrewsi \| \| \| \| |
|  |                                                                                          |
|  | Protoceratops hellenikorhinus                                                            |
|  |                                                                                          |
|  | Protoceratops andrewsi                                                                   |
|  |                                                                                          |

|  | Protoceratops hellenikorhinus |
|  |                               |
|  | Protoceratops andrewsi        |
|  |                               |

|  | Magnirostris                                                                             |
|  |                                                                                          |
|  | \| \| Protoceratops hellenikorhinus \| \| \| \| \| \| Protoceratops andrewsi \| \| \| \| |
|  |                                                                                          |
|  | Protoceratops hellenikorhinus                                                            |
|  |                                                                                          |
|  | Protoceratops andrewsi                                                                   |
|  |                                                                                          |

|  | Protoceratops hellenikorhinus |
|  |                               |
|  | Protoceratops andrewsi        |
|  |                               |

|  | Magnirostris                                                                             |
|  |                                                                                          |
|  | \| \| Protoceratops hellenikorhinus \| \| \| \| \| \| Protoceratops andrewsi \| \| \| \| |
|  |                                                                                          |
|  | Protoceratops hellenikorhinus                                                            |
|  |                                                                                          |
|  | Protoceratops andrewsi                                                                   |
|  |                                                                                          |

|  | Protoceratops hellenikorhinus |
|  |                               |
|  | Protoceratops andrewsi        |
|  |                               |

|  | Magnirostris                                                                             |
|  |                                                                                          |
|  | \| \| Protoceratops hellenikorhinus \| \| \| \| \| \| Protoceratops andrewsi \| \| \| \| |
|  |                                                                                          |
|  | Protoceratops hellenikorhinus                                                            |
|  |                                                                                          |
|  | Protoceratops andrewsi                                                                   |
|  |                                                                                          |

|  | Protoceratops hellenikorhinus |
|  |                               |
|  | Protoceratops andrewsi        |
|  |                               |

|  | Magnirostris                                                                             |
|  |                                                                                          |
|  | \| \| Protoceratops hellenikorhinus \| \| \| \| \| \| Protoceratops andrewsi \| \| \| \| |
|  |                                                                                          |
|  | Protoceratops hellenikorhinus                                                            |
|  |                                                                                          |
|  | Protoceratops andrewsi                                                                   |
|  |                                                                                          |

|  | Protoceratops hellenikorhinus |
|  |                               |
|  | Protoceratops andrewsi        |
|  |                               |

|  | Magnirostris                                                                             |
|  |                                                                                          |
|  | \| \| Protoceratops hellenikorhinus \| \| \| \| \| \| Protoceratops andrewsi \| \| \| \| |
|  |                                                                                          |
|  | Protoceratops hellenikorhinus                                                            |
|  |                                                                                          |
|  | Protoceratops andrewsi                                                                   |
|  |                                                                                          |

|  | Protoceratops hellenikorhinus |
|  |                               |
|  | Protoceratops andrewsi        |
|  |                               |

|  | Ajkaceratops                                                  |
|  |                                                               |
|  | \| \| Zuniceratops \| \| \| \| \| \| Ceratopsidae \| \| \| \| |
|  |                                                               |
|  | Zuniceratops                                                  |
|  |                                                               |
|  | Ceratopsidae                                                  |
|  |                                                               |

|  | Zuniceratops |
|  |              |
|  | Ceratopsidae |
|  |              |

## Scoperta e specie

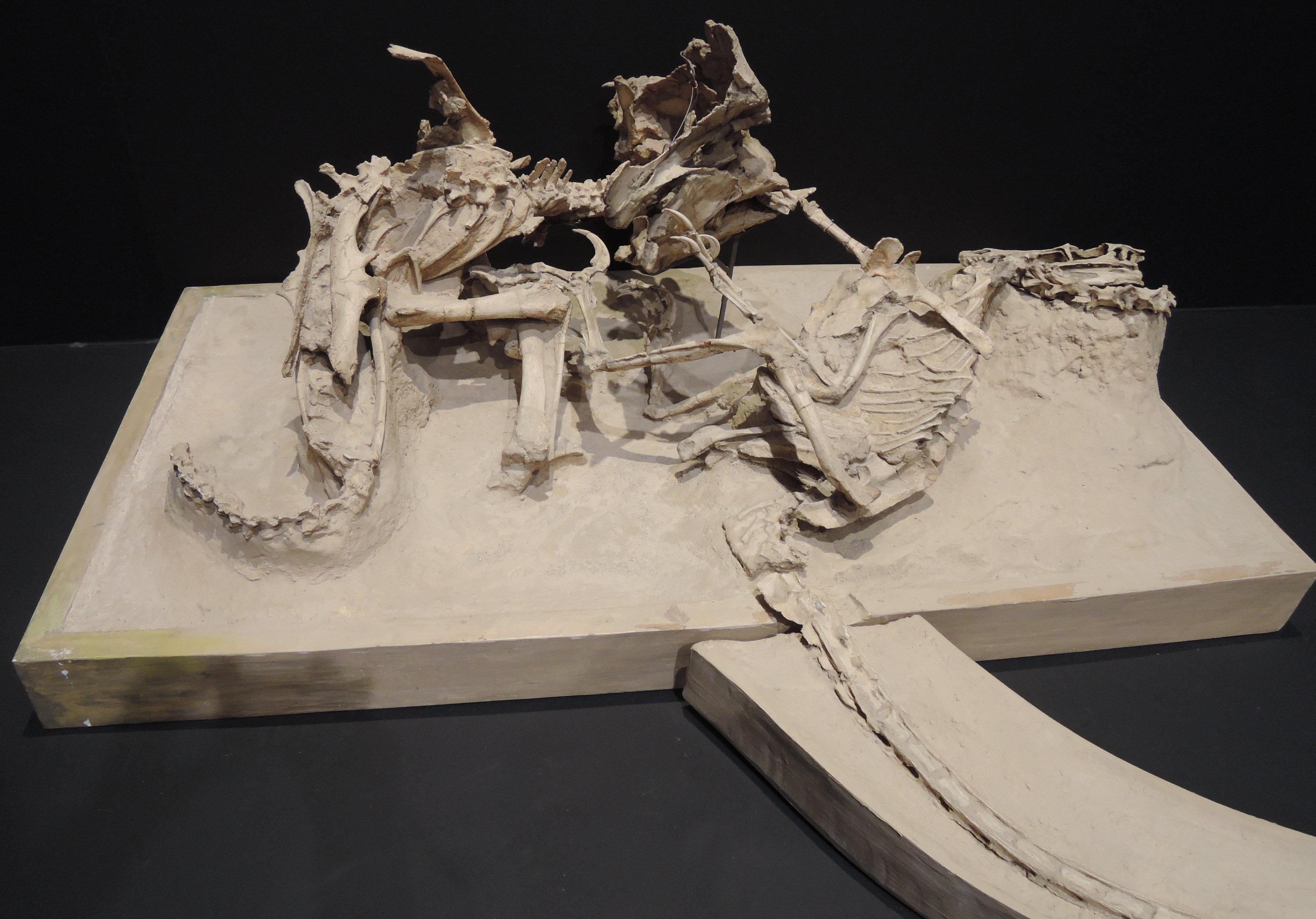
Scheletri di P. andrewsi e Velociraptor mongoliensis, nel famoso esemplare noto come "dinosauri combattenti

Il fotografo James Blaine Shackelford scoprì il primo esemplare di Protoceratops nel deserto del Gobi, (Gansu, Mongolia interna), durante una spedizione americana del 1922, in cerca di antenati umani. Durante la spedizione non venne rinvenuto nessun resto umano, ma la spedizione, guidata da Roy Chapman Andrews, fu estremamente fruttuosa riportando alla luce numerosi esemplari del genere Protoceratops, insieme a resti fossili dei teropodi Velociraptor e Oviraptor, ed il ceratopo Psittacosaurus.
Walter Granger e W.K. Gregory descrissero formalmente la specie tipo, P. andrewsi, nel 1923. Il nome specifico, andrewsi, rende omaggio al capo della spedizione in mongolia, Andrews. I fossili provengono dalla Formazione Djadochta e risalgono al Campaniano, del Cretaceo superiore, circa 75-71 milioni di anni fa. I ricercatori hanno immediatamente notato l'importanza degli esemplari di Protoceratops e il genere è stato subito acclamato come il "ricercato antenato del Triceratops", sebbene oggi sappiamo che sia più complicato di così. I fossili erano in un eccellente stato di conservazione, preservando persino gli anelli sclerotici (delicate ossa oculari) conservatisi in alcuni esemplari.

Nel 1971, vennero rinvenuti gli scheletri di un Velociraptor mongoliensis e di un Protoceratops andrewsi, agganciati in una lotta mortale, in Mongolia. Questo eccezionale esemplare, denominato "dinosauri combattenti", potrebbe mostrare una vera e propria attività di caccia, congelata nel tempo. Si ritiene che questi animali siano morti simultaneamente, mentre combattevano, quando furono sorpresi da una tempesta di sabbia o seppelliti quando una duna di sabbia collassò su di essi. Il fossile mostra il Protoceratops mentre morde il braccio del Velociraptor, confermando che il possente e duro becco dell'animale fosse la sua principale arma difensiva.

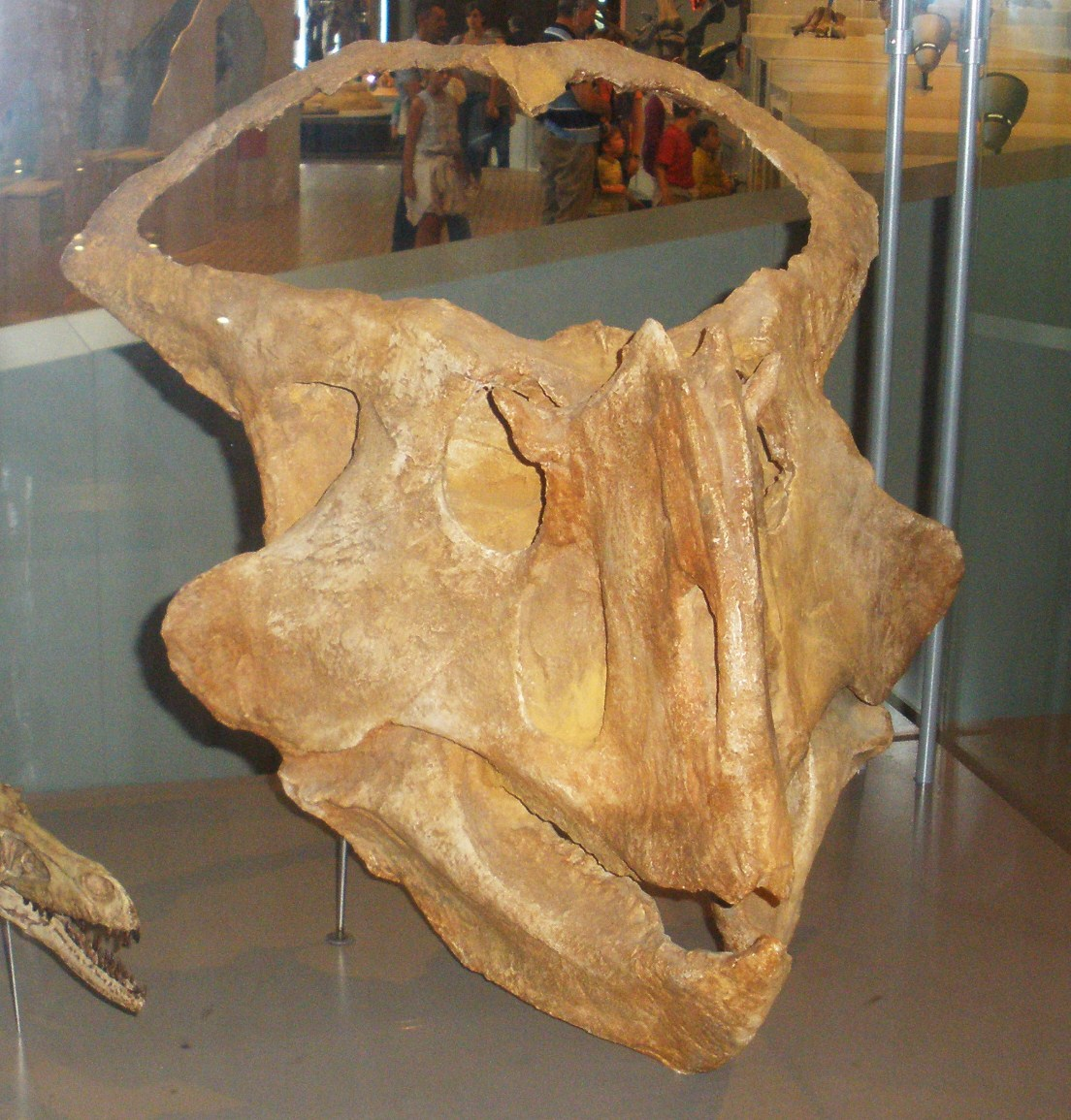
Cranio di P. hellenikorhinus

Nel 1975, i paleontologi polacchi Teresa Maryanska e Halszka Osmólska descrissero una seconda specie di Protoceratops, anch'essa risalente al Campaniano della Mongolia, che nominarono P. kozlowskii. Tuttavia, i fossili erano costituiti da resti giovanili incompleti e sono ora considerati appartenenti a Bagaceratops rozhdestvenskyi.
Nel 2001, una seconda specie valida, P. hellenikorhinus, venne scoperta al'interno della Formazione Bayan Mandahu nella Mongolia interna, in Cina, anch'essa risalente al Campaniano, Cretaceo superiore. Rispetto a P. andrewsi, questa specie era molto più grande, aveva un collare leggermente diverso, e aveva zigomi più robusti. L'arco nasale, sopra le narici, presentava due piccole corna nasali, e non presentava denti nella parte anteriore del muso.
Nel 2011, si è scoperto che un esemplare di Protoceratops, scoperto per la prima volta nel 1965, si era preservato con le sue stesse impronte. È il primo caso di un esemplare di dinosauro conservato con le proprie impronte.

## Paleobiologia

### Riproduzione e crescita

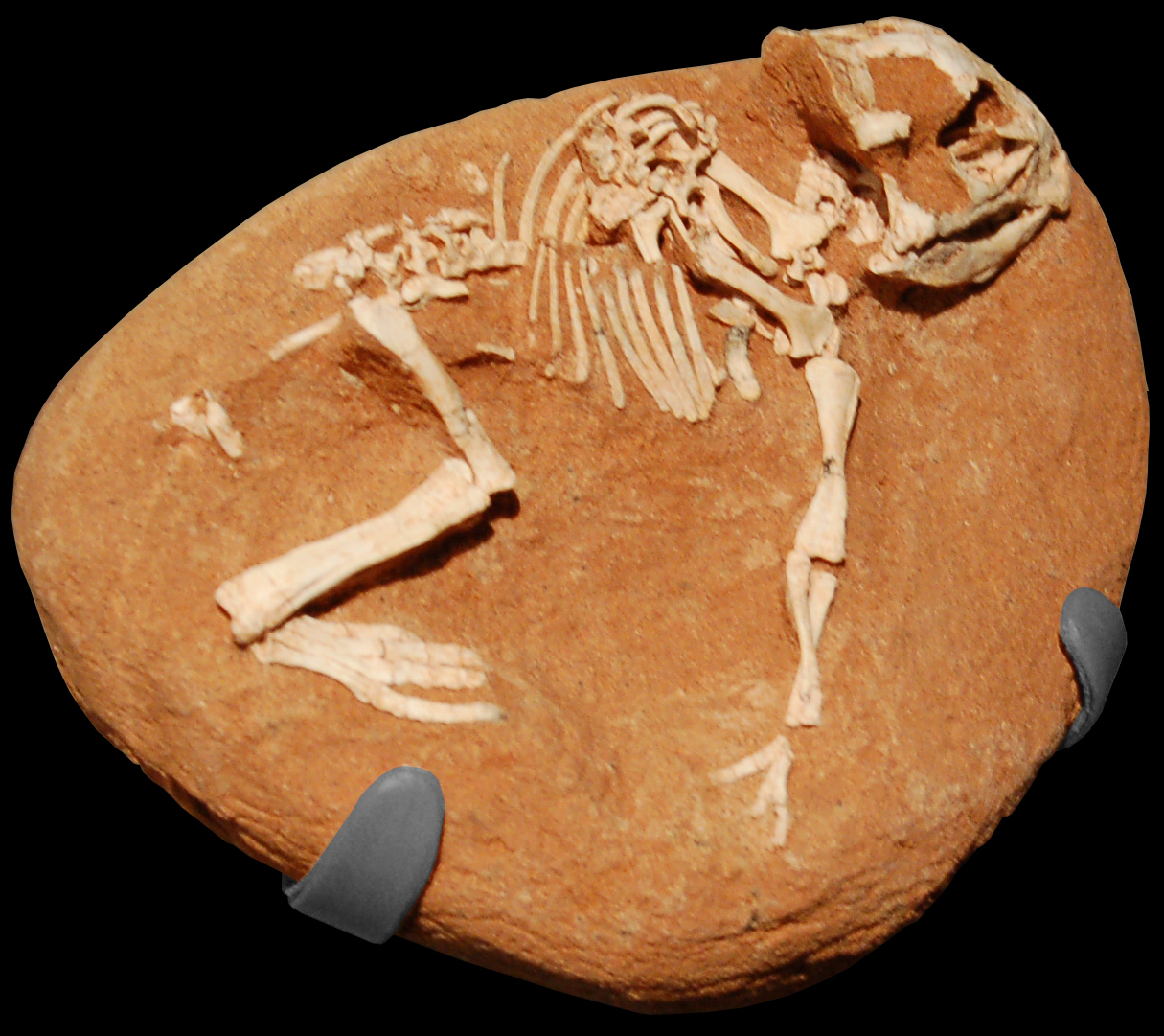
P. andrewsi neonato, all'American Museum of Natural History, New York

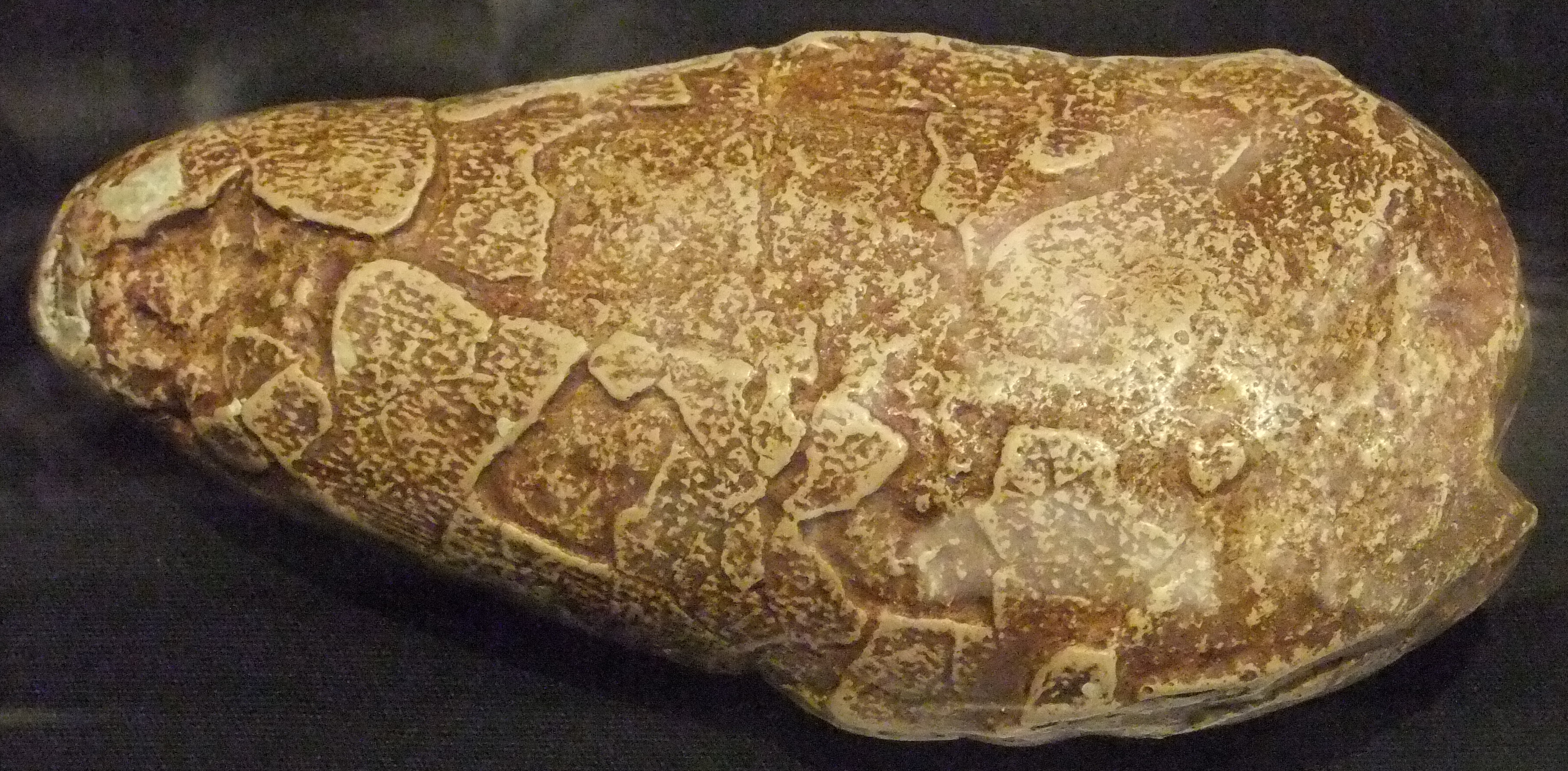
Replica di un uovo di Protoceratops sp, al Wrexham Museum, Galles

Negli anni '20, Roy Chapman Andrews scoprì le prime uova di dinosauro fossili, nel deserto del Gobi, in Mongolia. Ogni uovo era lungo circa 8 pollici, e si stima che i cuccioli appena nati fossero lunghi circa un piede. Per via degli abbondanti scheletri ritrovati vicini ai nidi, Andrews affermò che questi nidi dovessero appartenere a Protoceratops. Inoltre, la scoperta di uno scheletro del teropode contemporaneo Oviraptor vicino a questi nidi, fece supporre che quest'ultimo fosse un ladro di uova, che predasse i nidi di Protoceratops. Il cranio dello scheletro dell'Oviraptor era schiacciato, quindi venne ipotizzato che l'animale fosse morto per mano della madre Protoceratops per difendere il nido dal predatore. Tuttavia, nel 1993 Norrell et al. scoprì un embrione all'interno di uno delle presunte uova di Protoceratops. Questo embrione, dopo un attento esame, si rivelò essere un Oviraptor; pertanto tutti i nidi scoperti appartenevano in realtà ad Oviraptor, e la loro vicinanza ai nidi era la prova di un comportamento di cova, anziché un tentativo fallito di ovofagia.
L'ovogenere Protoceratopsidovum (che significa "uovo di Protoceratops") era originariamente ed erroneamente identificato come uova di Protoceratops; ora invece è identificato come le uova di un teropode derivato.
Nel 2011, un nido contenente 15 giovani Protoceratops andrewsi venne scoperto in Mongolia. Dichiarato come il primo nido di Protoceratops scoperto fino ad oggi, questa scoperta suggerisce che questi animali potrebbero essersi presi cura dei propri cuccioli nei nidi, almeno durante le prime fasi dell'infanzia. Poiché Protoceratops è un membro relativamente basale dei ceratopsi, la scoperta suggerisce anche che altri ceratopsi fornissero cure parentali ai loro cuccioli, almeno nelle primissime fasi di vita.

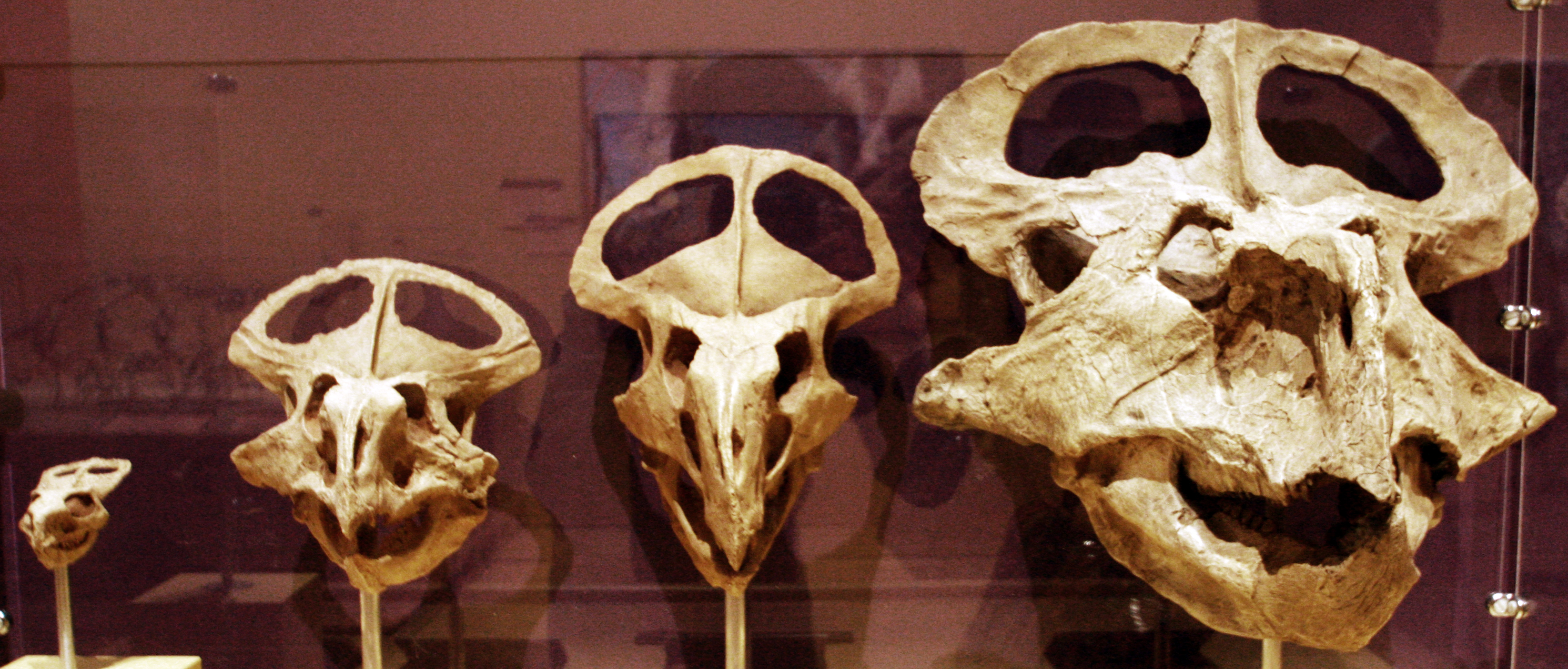
Ontogenesi di P. andrewsi

Gli studi sulle linee di crescita (cioè le linee di von Ebner) nei denti di un embrione di P. andrewsi suggeriscono tempi di incubazione plesiomorficamente lunghi, con un tempo di incubazione minimo di 83,16 giorni per P. andrewsi.
Nel 2016, i paleontologi David Hone, Dylan Wood e Robert Knell pubblicarono il loro studio sulle ossa del collare osseo di Protoceratops andrewsi. Tale studio ha evidenziato che le ossa del collare aumentavano di lunghezza e larghezza durante l'ontogenesi, sembra inoltre che la crescita del collare fosse superiore alla crescita complessiva dell'animale. Hone e colleghi, hanno interpretato ciò come un'ulteriore prova che il collare di Protoceratops venisse usato principalmente come richiamo sessuale e sociale.

### Comportamenti giornalieri
Per via delle grandi orbite, è stato suggerito che Protoceratops fosse un animale notturno. Tuttavia, i successivi confronti tra gli anelli sclerotici di Protoceratops con quelli di uccelli e rettili moderni hanno indicato uno stile di vita più metadiurno, essendo attivi durante il giorno a brevi intervalli. Ciò suggerisce che il famoso combattimento tra Protoceratops e Velociraptor (conosciuto per essere prevalentemente notturno) potrebbe essersi svolto durante le ore crepuscolari o in condizioni di scarsa illuminazione.

## Paleoecologia

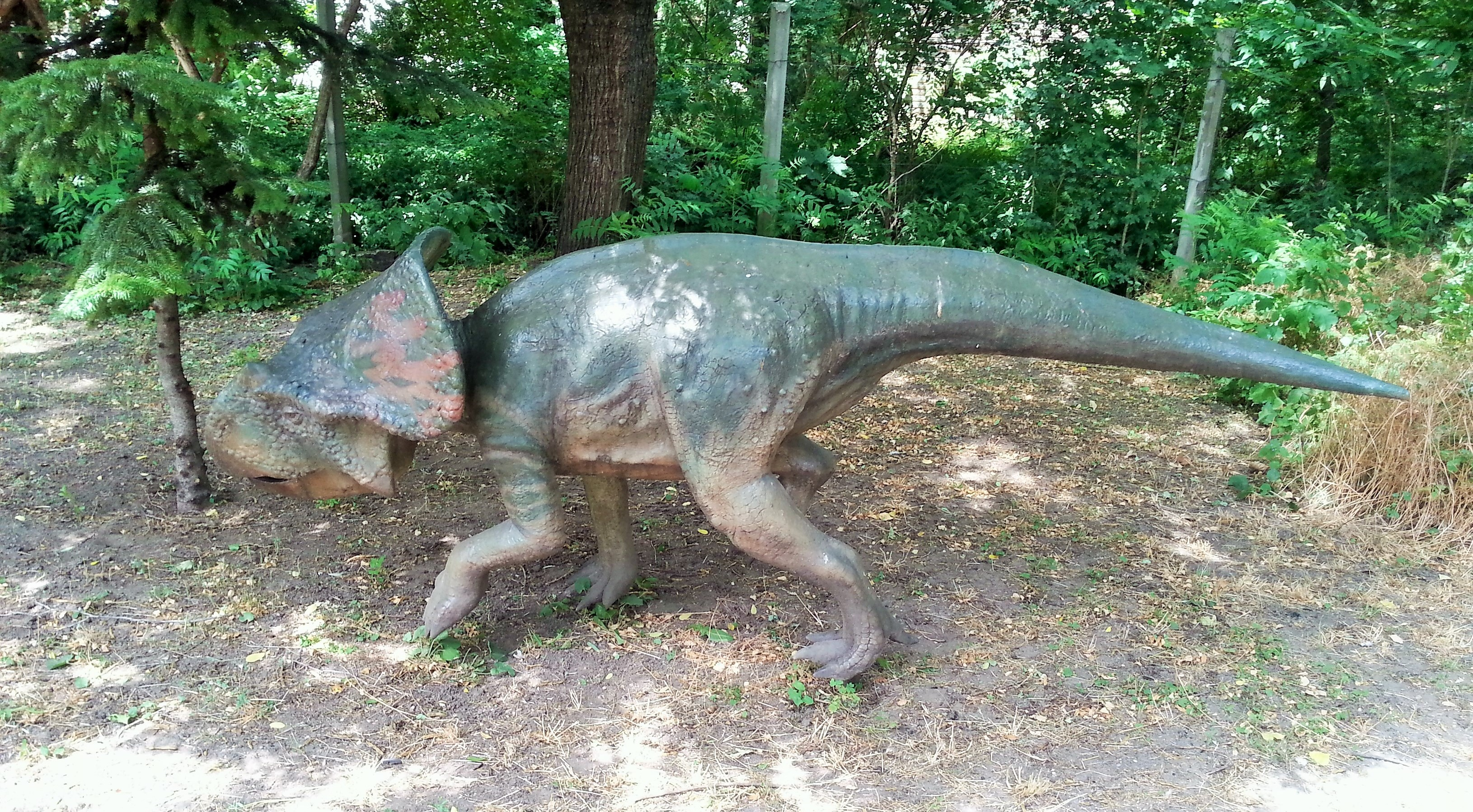
Ricostruzione di P. andrewsi

Altro tentativo di ricostruzione al Pombia Safari Park.

Tutti gli esemplari conosciuti di P. andrewsi furono scoperti nella Formazione Djadochta, situata nella Provincia dell'Ômnôgov' in Mongolia. Si stima che queste formazioni risalgano al periodo Campaniano (circa 83-70 milioni di anni fa) del Cretacico superiore. Resti di P. andrewsi sono stati ritrovati in numerose delle località di Djadochta. I famosi "dinosauri combattenti" furono rinvenuti nella località di Tugrig. Tutti i siti fossili che contengono Protoceratops mostrano un habitat arido che consiste di campi di dune sabbiose e pochi ruscelli, benché l'ambiente di Barun Goyote (che è geologicamente più recente) sembra essere stato più umido del Djadochta. La postura degli scheletri completi dimostra che gli esemplari furono probabilmente seppelliti vivi durante tempeste di sabbia.
Molti esemplari dello stesso genere erano presenti in tutte queste formazioni, ma variavano al livello specifico. Per esempio, Djadochta fu abitata da P. andrewsi, Velociraptor mongoliensis, e Pinacosaurus grangeri, mentre Bayan Mandahu, fu abitata da P. hellenikorhinus, Velociraptor osmolskae e Pinacosaurus mephistocephalus. Queste differenze di specie potrebbero essere dovute a una barriera naturale che separava le due formazioni. La mancanza, però, d'una barriera naturale significa che forse le differenze erano dovute a una differenza temporale.
Ulteriori dinosauri contemporanei di P. andrewsi includono il troodontide Saurornithoides mongoliensis, l'oviraptoride Oviraptor philoceratops, e il dromaeosauride Mahakala omnogovae. V. osmolskae viveva insieme al ceratopside Magnirostris dodsoni, l'oviraptoride Machairasaurus leptonychus e il dromaeosauride Linheraptor exquisitus.

## Nella cultura di massa

### Possibile origine del grifone

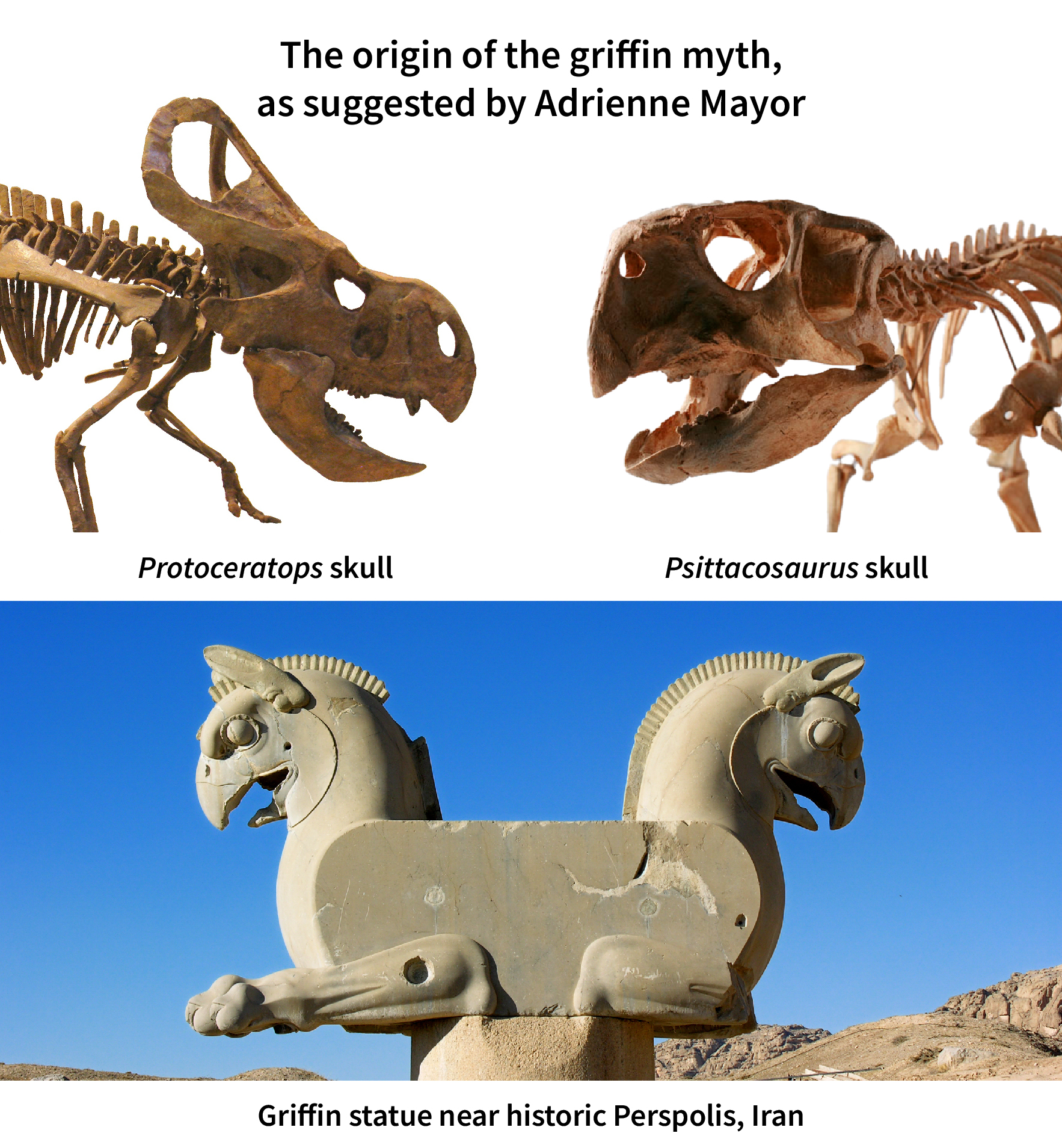
I fossili di Protoceratops potrebbero essere l'origine del mito del grifone.

La folclorista e storica della scienza Adrienne Mayor dell'Università di Stanford suggerì che i fossili di Protoceratops e altri dinosauri dotati di becco squisitamente conservati, ritrovati da antichi nomadi sciti che estraevano oro nelle montagne del Tien Shan e Altaj dell'Asia centrale, potrebbero essere alla radice dell'immagine della mitica creatura conosciuta come grifone. I grifoni sono descritti come bestie quadrupedi delle dimensioni di un leone con grandi artigli e un becco simile ad un rapace, e che depongono le uova in nidi a terra.
Gli scrittori greci iniziarono a descrivere il grifone intorno al 675 a.C., contemporaneamente i Greci entrarono in contatto con i nomadi sciti. I grifoni furono descritti come i guardiani dei depositi d'oro nelle aride colline e nelle formazioni di arenaria rossa del deserto. La regione della Mongolia e della Cina, dove sono stati trovati molti fossili di Protoceratops, è ricca di vene auree dalle montagne vicine, dando un po' di credito alla teoria che questi fossili possano costituire la base dei miti sui grifoni.
Nel 2016, tuttavia questa ipotesi è stata contestata, poiché ignora l'arte e la conoscenza dei grifoni in epoca pre-greca.